# Mongolernas invasion av Khwarezm

Animering visande expansionen av Mongolväldet.

Mongolernas invasion av Khwarezm pågick från 1219 till 1221 och var en del av mongolernas invasion av Centralasien, som var den första av tre större mongoliska erövringsresor väster ut. Invasionen var en hämnd mot khwarezmiderna för Incidenten i Otrar. Efter invasionen kontrollerade mongolerna Khwarezm, som tidigare hölls av Khwarezmidernas imperium. Khwarezmidernas territorium var stora delar delar av Stor-Iran såsom dagens Uzbekistan, Turkmenistan, Afghanistan, Iran och till norra delen av Indien

## Bakgrund
Efter mongolernas besegrande av naimanerna 1205 till 1205 flydde fursten Kuchlug, en ättling till Naimanernas khan, till Kara-Khitan där han skapade en maktbas. Under ledning av Djingis khans son Jochi och general Jebe erövrar mongolerna Kara-Khitan år 1218. Kara-Khitai gränsade i söder till Khwarezmidernas imperium. Djingis khan såg stora fördelar med att ha en öppen handelsväg mellan öst och väst och ville ha en bra handelsrelation med khwarezmiderna, och dess shah Ala ad-Din Muhammed II. Djingis khan behandlade också Ala ad-Din Muhammed II som en jämlike och hälsade honom i ett meddelande med orden "du härskar morgonsolen och jag kvällssolen"  och 1217 slöts att handelsavtal mellan mongolerna och Ala ad-Din Muhammed II.
År 1218 var Jochi och general Jebe i Kara-Khitan för att avsluta den mongoliska invasionen och avrätta trotsande naimaner. När de jagade naimanstyrkor som flydde mot sydväst kom de i konflikt med Ala ad-Din Muhammed II, vilket förstörde de diplomatiska förbindelserna mellan mongolerna och Khwarezm. Som en följd av detta beordrade den lokala guvernören i Otrar, Gayer khan, att en mongolisk karavan med handelsmän och sändebud skulle mördas trots dess diplomatiska status. Detta tolkade Djingis khan som en krigsförklaring, och han började planera för en invasion av  khwarezmiderna 1219.

## Invasionen
Den militära operationen leddes och planerades av generalerna Jebe och Tsubotai. Djingis khan följde armén från mongolernas huvudstad Karakorum och västerut förbi Dzungariet och in i Kazakstan där de slog upp ett träningsläger inför den kommande kampanjen. Uppgifterna på antal soldater i kampanjens arme varierar mellan 100 000 och 200 000, och var och en hade i alla fall två eller tre hästar. Vid de flesta enskilda slag var mongolerna i numerärt underläge men vann på grund av dess krigslist. År 1219 begav sig armen söderut för att erövra den norra delen av Transoxanien med dess alla rika städer. Djingis khan såg till att i förväg sprida informationen till städerna att de skulle skonas om de inte gjorde motstånd och utplånas om de försökte försvara sig. Många städer blev utplånade och dess hela befolkningar mördade, undantaget vissa hantverkare som kunde göra nytta för armén. Den militära framgången för mongolerna var stor, och de gjorde oöverskådliga skador där de drog fram.
Vid hösten 1219 var de mongoliska trupperna vid staden Otrars stadsmur, och guvernören hade nu totalt 80 000 soldater till sitt försvar. Mongolerna omringade staden som föll till mongolerna sent år 1219 efter en fem månaders belägring då en officer öppnade en stadsmur för att försöka fly. Staden intogs och stora delar av dem som överlevt belägringen mördades. Den lokala guvernören Gayer khan, som orsakade incidenten, fångades på våren 1220. Det påstås att han avrättades genom att få smält silver hällt i ögonen och öronen.
Efter intagandet av Otrar delar Djingis khan upp sina trupper. Jochis trupper fortsätter till Khwarezms norra delar, medan Djingis khan beger sig över Kyzyl Kumöknen och korsar Syr-Darja. Där kapitulerar den mindre staden Zarnuk utan strid, vilket sedan även Nurata gjorde.
I februari eller mars 1220 nådde Djingis khan Buchara där de attackerades av en garnison på 20 000 man vars överlevande retirerade till citadellen Bucharaarken. Dock öppnade stadens invånare stadsportarna för mongolerna. Djingis khan samlade stadens överklass i musallan och höll ett dokumenterat tal:
| ”                                | O människor, vet att du har begått stora synders och att de stora bland er har begått dessa synder. Om du frågar vad jag har för bevis för dessa ord, jag säger detta för att jag är Guds bestraffning. Om ni inte hade begått stora synder, Gud skulle inte ha skickat ett straff som mig på er. | „ |
| – Djingis khan i Buchara år 1220 | |   |

Efter talet verkställde Djingis khan "Guds straff" genom att inta Bucharaarken, där de försvarande soldaterna väntade, och bränna staden. Alla vuxna män mördades och staden plundrades. Dock klarade sig Kalyanminareten från förstörelsen. För invasionen av Buchara använde Djingis khan upp emot 20 000 soldater.
Efter Buchara skickades en del av styrkorna för att belägra Chudzjand och de övriga begav sig österut mot Ala ad-Din Muhammed II:s nya huvudstad Samarkand, som försvarades av 40 000 till 110 000 soldater och även en brigad med 20 elefanter. Samarkand belägrades och erövrades och därmed hade Khwarezms huvudstad fallit till mongolerna. Ala ad-Din Muhammed II flydde från Samarkand, jagad av Jebe och Tsubotai genom Uzbekistan, Turkmenistan och Iran, till en ö i Kaspiska havet där han avled sent 1220 eller tidigt 1221.
Jochi, som hade erövrat ett antal städer i norr Khwarezm, nådde sent 1220 Kunja-Urgentj, där han senare mötte Chagatai och Ögedei med stora delar av Djingis khans styrka. Att inta Kunja-Urgentj var en av mongolernas svåraste slag. Det tog fem månader innan de segrat tidigt 1221. Efter segern följde en extrem massaker med eventuellt över 1 miljon avrättningar, och då hade nästan hela Khwarezmidernas imperium fallit. Även Herat, Neyshabur och Merv intogs under tre månader i 1221 under ledning av Tolui. Under erövringen av Merv blev minst 700 000 personer mördade, vilket är en av de blodigaste av mongolernas massakrer. Hela staden, som var mer än överfull på grund av den omgivande befolkningen flytt innanför stadsmurarna, totalförstördes och samtliga invånare mördades. Det finns påstående om att upp emot 1 300 000 personer skulle ha mördats vid Merv.
Det finns franska källor som beräknar att mer än fyra miljoner människor mördades av mongolerna under erövringen av khwarezmiderna. Ställer man denna siffra i relation till regionens förmodade befolkning vid den aktuella tiden är det dock inte rimligt. Sannolikt är stor del av de rapporterade dödssiffrorna grovt överdrivna. Andra mer försiktiga beräkningar visar att det var drygt en miljon människor som totalt mördades under kampanjen.

## Galleri

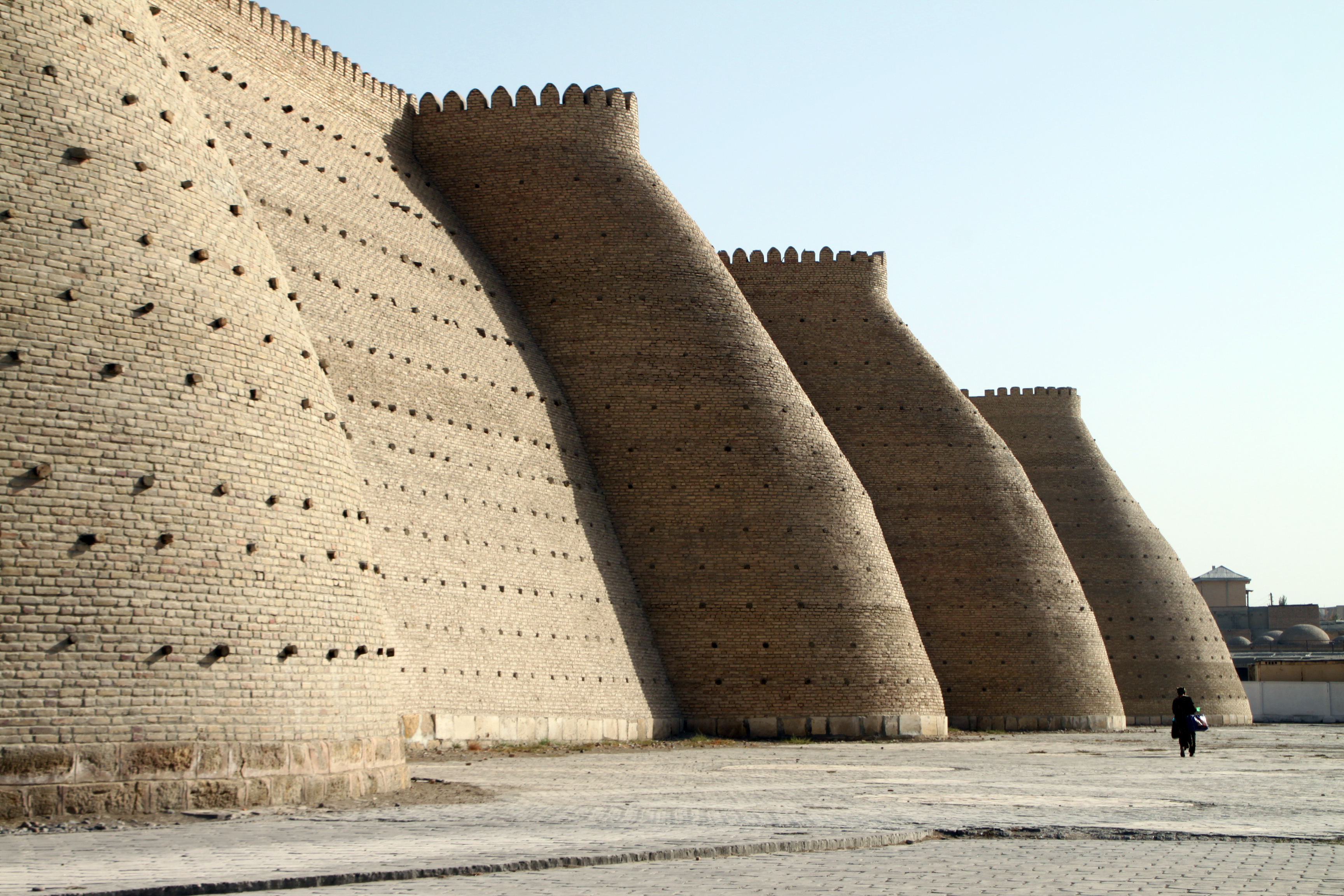
Murarna till Bucharaarken som Djingis khan intog 1220 för att verkställa "Guds straff".
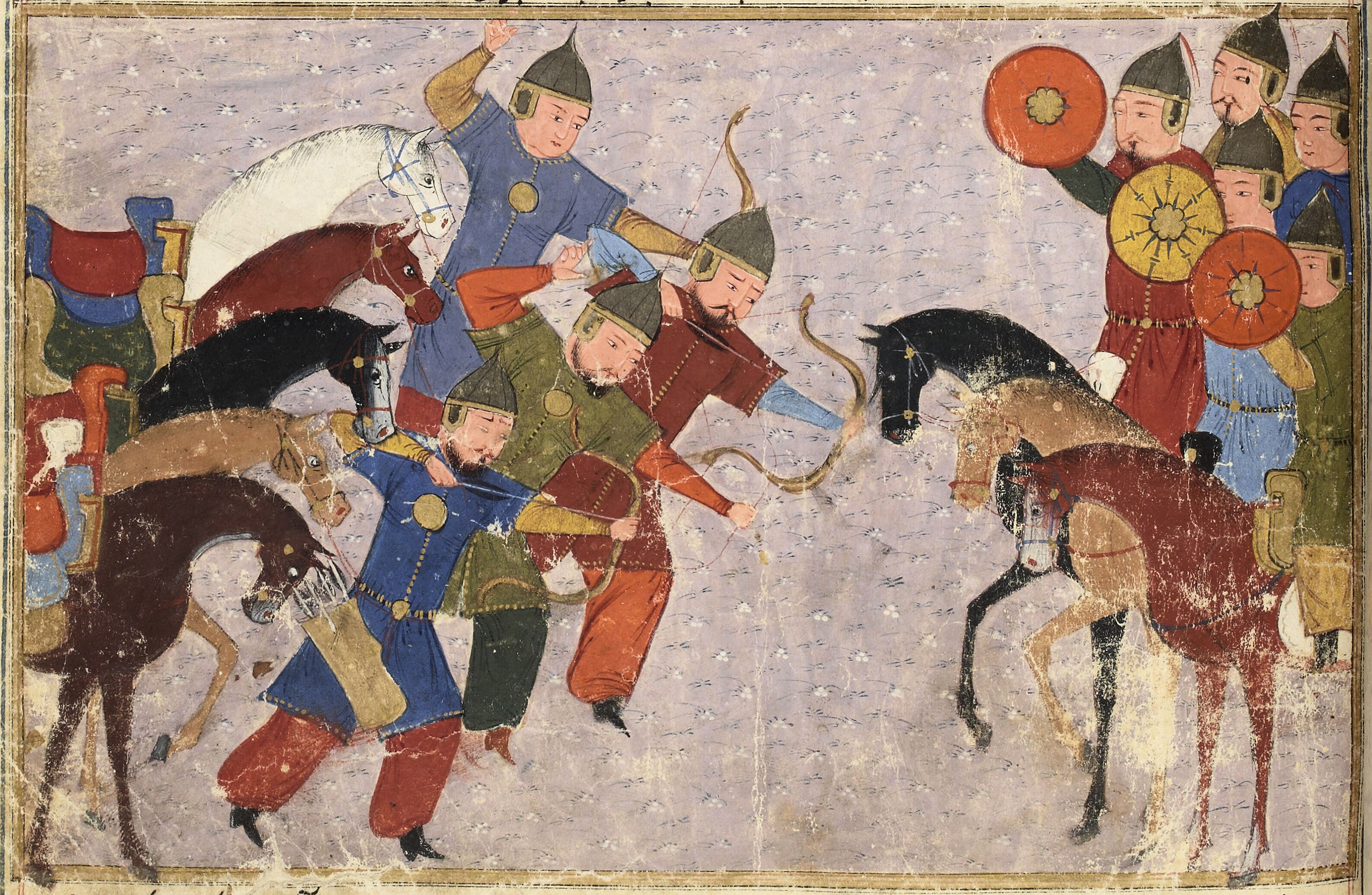
Målning föreställande mongoliska invasionen av Khwarezm år 1221.
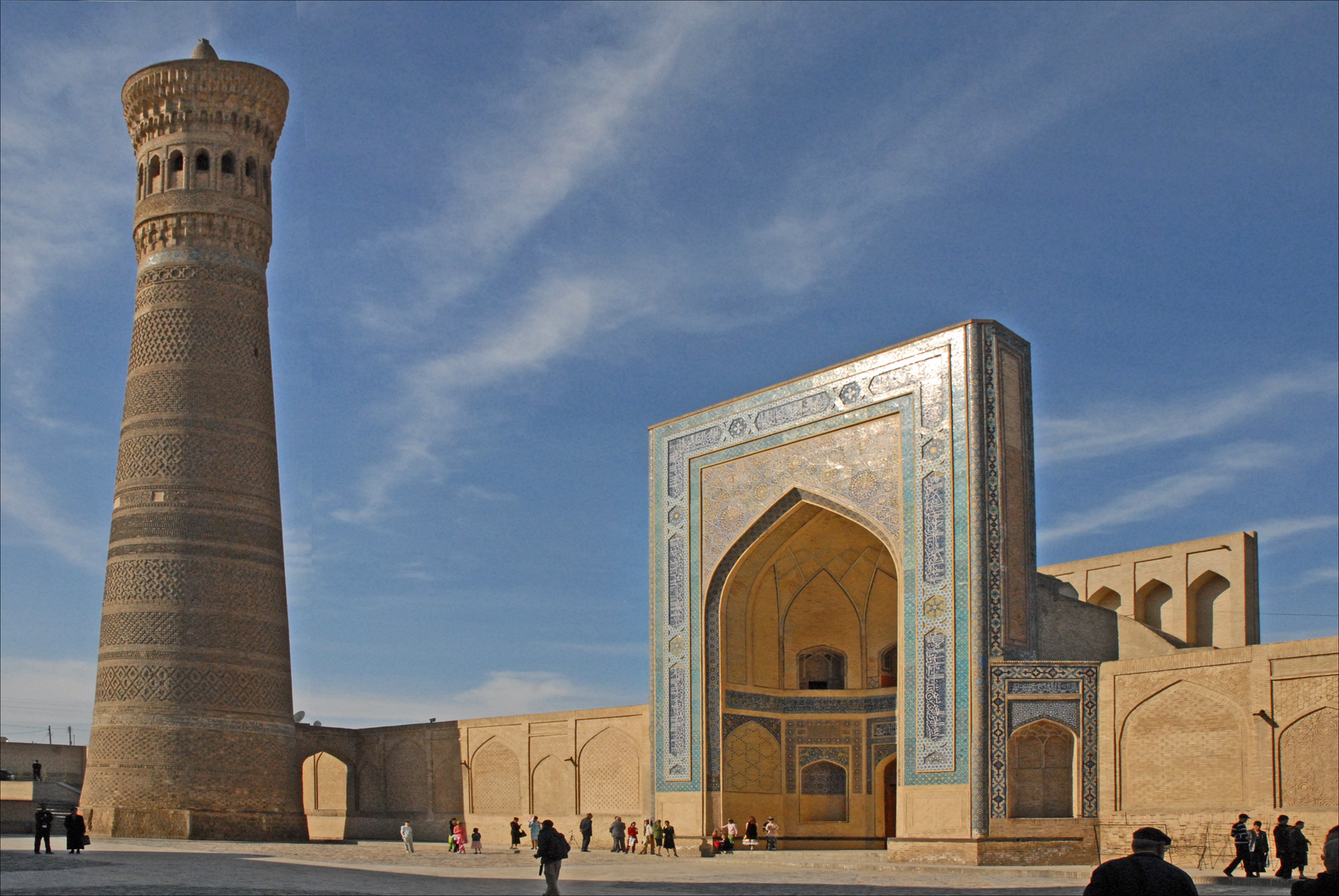
Kalyanminareten i Buchara, som var en av få byggnader som skonades av Djingis khan 1220.
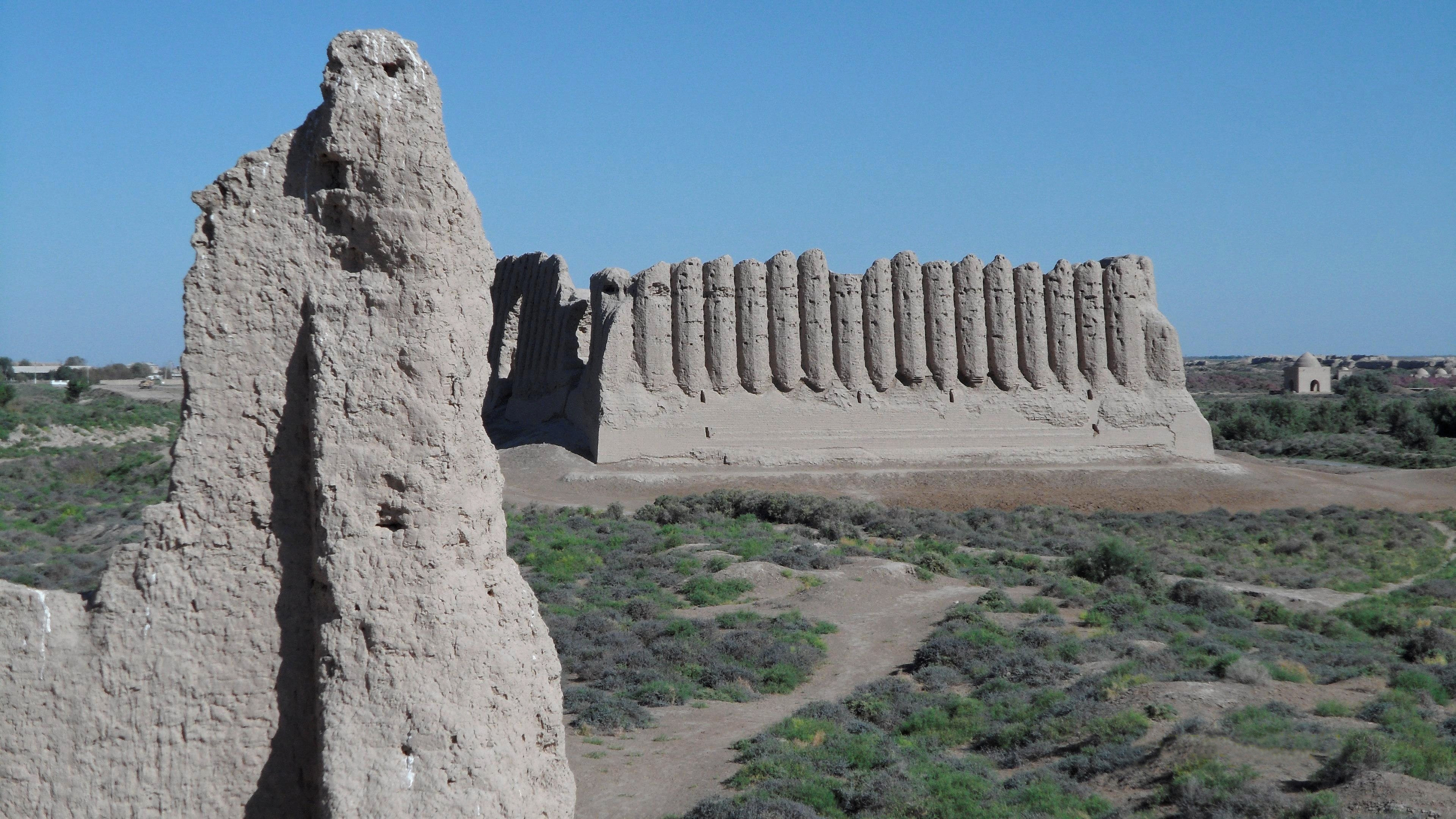
Resterna efter Mervs murar där en mycket stor mängd människor mördades vid mongolernas invasion 1221.